# 福江信用組合
福江信用組合（ふくえしんようくみあい）は、長崎県五島市に本店を置く信用組合。
農林中金総合研究所によれば、「預貸率が業界平均を大きく上回る金融機関」と評価されている。

## 沿革
- 1957年（昭和32年）6月、五島商工会議所1階に設立[3]。
- 1962年（昭和37年）福江大火にて類焼[4]し、現在地へ本店移転[3]。
- 1968年（昭和43年）9月、奈留出張所業務開始[4]。
- 2018年（平成30年）3月、預貸和200億円達成（預金119億円、融資84億円）[4]。

## 営業地域
- 五島市一円